# Surreal Software
Surreal Software est une entreprise de développement de jeu vidéo américaine, fondée en 1995 à Seattle et fusionnée en 2010 avec Monolith Productions, installée à Kirkland. Elle est principalement connue pour Le Seigneur des anneaux : La Communauté de l'anneau, et The Suffering.